# Liste der Internationalen Meister (Verleihung 1960)

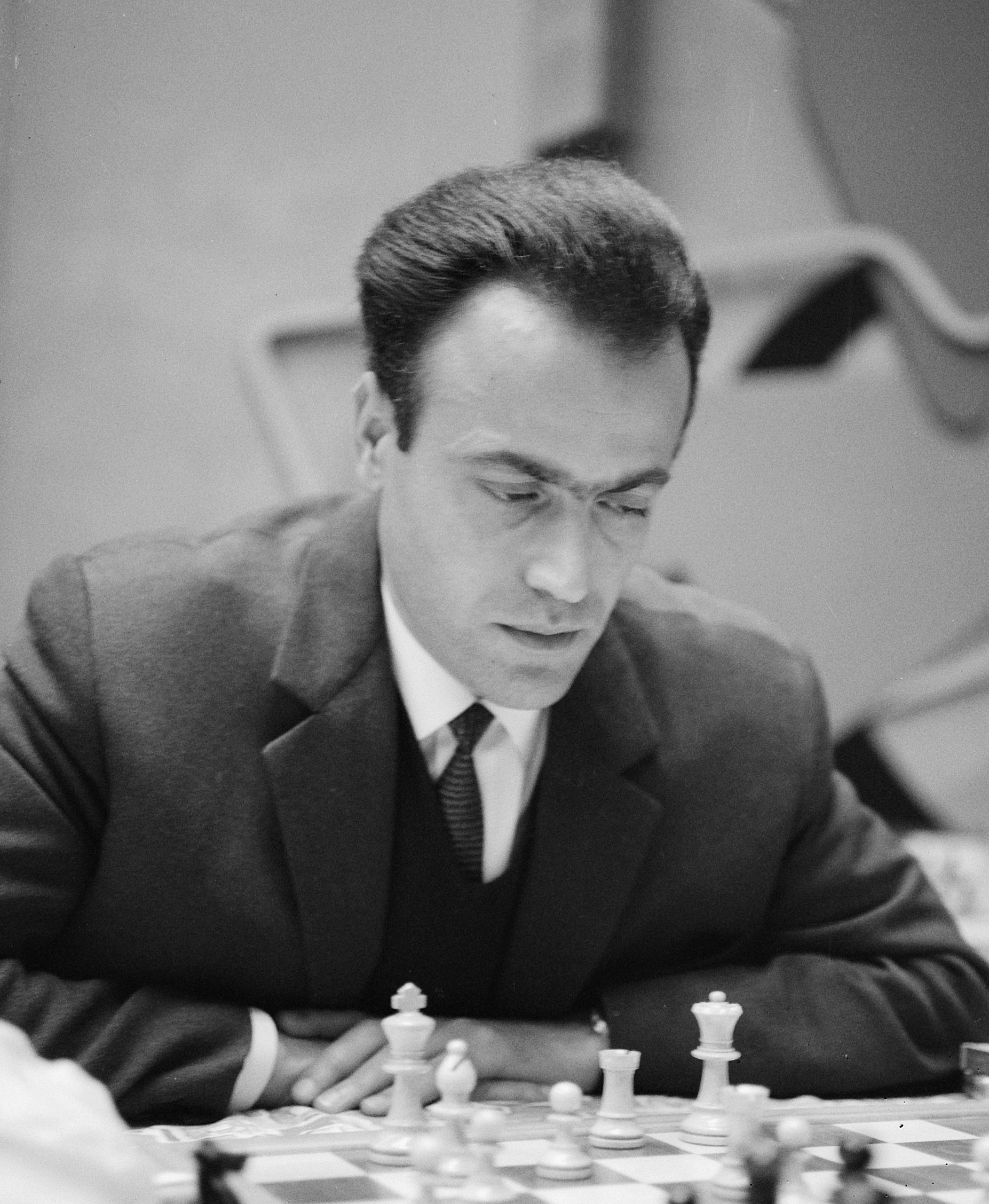
Milko Bobozow war der erste bulgarische Großmeister

Die Liste der Internationalen Meister des Jahres 1960 führt alle Schachspieler auf, die im Jahr 1960 vom Weltschachbund FIDE den Titel Internationaler Meister erhalten haben.
Als einziger der vier Spieler erreichte Milko Bobozow später den Großmeistertitel.

## Legende
Die Tabelle enthält folgende Angaben:
- Name: Nennt den Namen des Spielers.
- Land: Nennt das Land, für das der Spieler 1960 spielberechtigt war.
- Lebensdaten: Nennt das Geburtsjahr und gegebenenfalls das Sterbejahr des Spielers.
- GM: Gibt für Spieler, die später zum Großmeister ernannt wurden, das Jahr der Verleihung an.
- weitere Verbände: Gibt für Spieler, die früher oder später für mindestens einen anderen Verband spielberechtigt waren, diese Verbände mit den Zeiträumen der Spielberechtigung (sofern bekannt) an.

## Liste
| Name                  | Land      | Lebensdaten | GM   | weitere Verbände               |
| --------------------- | --------- | ----------- | ---- | ------------------------------ |
| Edwin Bhend           | Schweiz   | 1931–2025   |      |                                |
| Milko Bobozow         | Bulgarien | 1931–2000   | 1961 |                                |
| René Letelier Martner | Chile     | 1915–2006   |      |                                |
| Nikolay Minev         | Bulgarien | 1931–2017   |      | Vereinigte Staaten (seit 1985) |